# Dębowa Kłoda
Dębowa Kłoda è un comune rurale polacco del distretto di Parczew, nel voivodato di Lublino.
Ricopre una superficie di 188,29 km² e nel 2004 contava 3 974 abitanti.